# Pagoda Sule
La pagoda Sule è uno stupa sito nel centro di Yangon, in Birmania. La sua altezza è di circa 45 m e la sua insolita struttura è data dalle sue terrazze ottagonali sormontate da diversi elementi caratteristici che non confluiscono in una forma circolare. Secondo le leggende locali è stato costruito oltre 2000 anni fa, ma si presume che gli edifici originali siano stati eretti dai mon. Il complesso odierno è stato oggetto di numerose ristrutturazioni e rifacimenti.
La pagoda Sule prende il nome dal nat Sule Bo Bo Gyi, la cui statua a grandezza naturale conservata nell'edificio è uno degli oggetti devozionali più importanti di Yangon. La pagoda si colloca nel punto in cui un orco avrebbe rivelato al re Okkalapa e ai fratelli Tapussa e Bhallika la posizione delle vecchie reliquie nascoste in quello che poi divenne il sito della pagoda Shwedagon. I legami tra queste due pagode emersero solo nel 1853, quando la pagoda Sule venne designata come fulcro del nuovo piano urbanistico adottato in quell'anno.
Lo stupa centrale porta il nome di Kyaik Athok, che il lingua mon significa "lo stūpa dove è custodita una sacra reliquia di capelli" in riferimento a un capello del Buddha conservato al suo interno.

## La leggenda

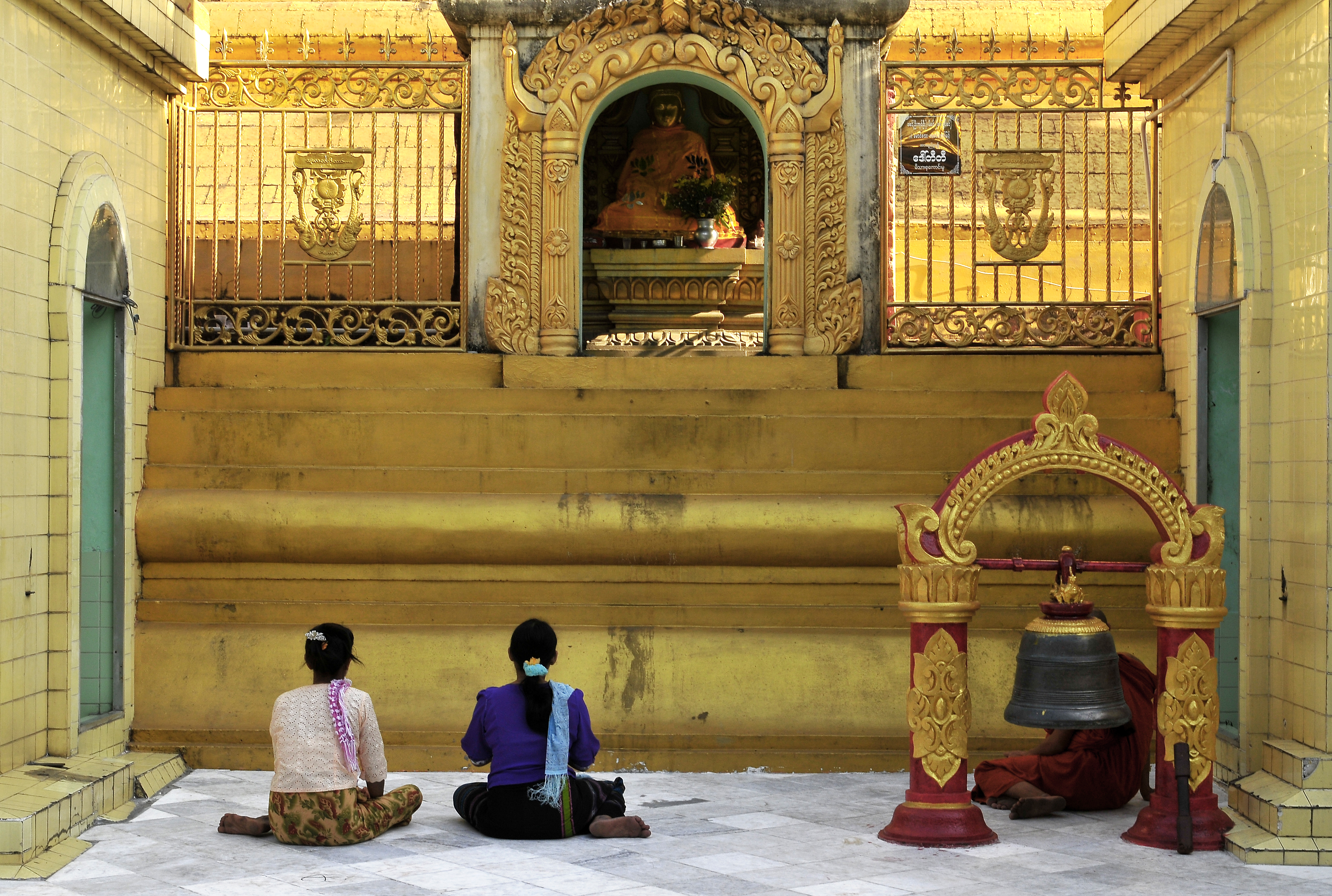
Donne in preghiera presso la pagoda

La leggenda vuole che i due fratelli di etnia mon Tapussa e Bhallika venissero accolti dal re Okkalapa nel punto in cui oggi si trova la pagoda Botataung. I due uomini erano discepoli del Buddha in India ed erano stati incaricati dallo stesso di custodire le reliquie dei capelli con oggetti appartenenti ai tre precedenti Buddha che erano stati sepolti in un punto imprecisato sulla collina di Singuttara, dove oggi è sita la pagoda Shwedagon. Non riuscendo a trovare gli oggetti nascosti, giunse in loro soccorso il dio Thagyamin, che si appellò alla divinità più antica esistente, ovvero il nat Sule Bo Bo Gyi risiedente sul luogo in cui oggi è eretta la pagoda Sule. Il nat seppe quindi indicare il punto esatto in cui si trovavano le reliquie sulla collina di Singuttara. Le reliquie dei capelli provenienti dall'India furono poi sepolte con le tre reliquie appena scoperte sulla collina, un adempimento della profezia del Buddha a Bodh Gaya.
Il termine sule deriva dal birmano sw we ("assemblea"), parola che starebbe a indicare il raduno che si tenne sulla collinetta. Vi sono tuttavia pareri discordanti in merito alla sua etimologia.

## Storia

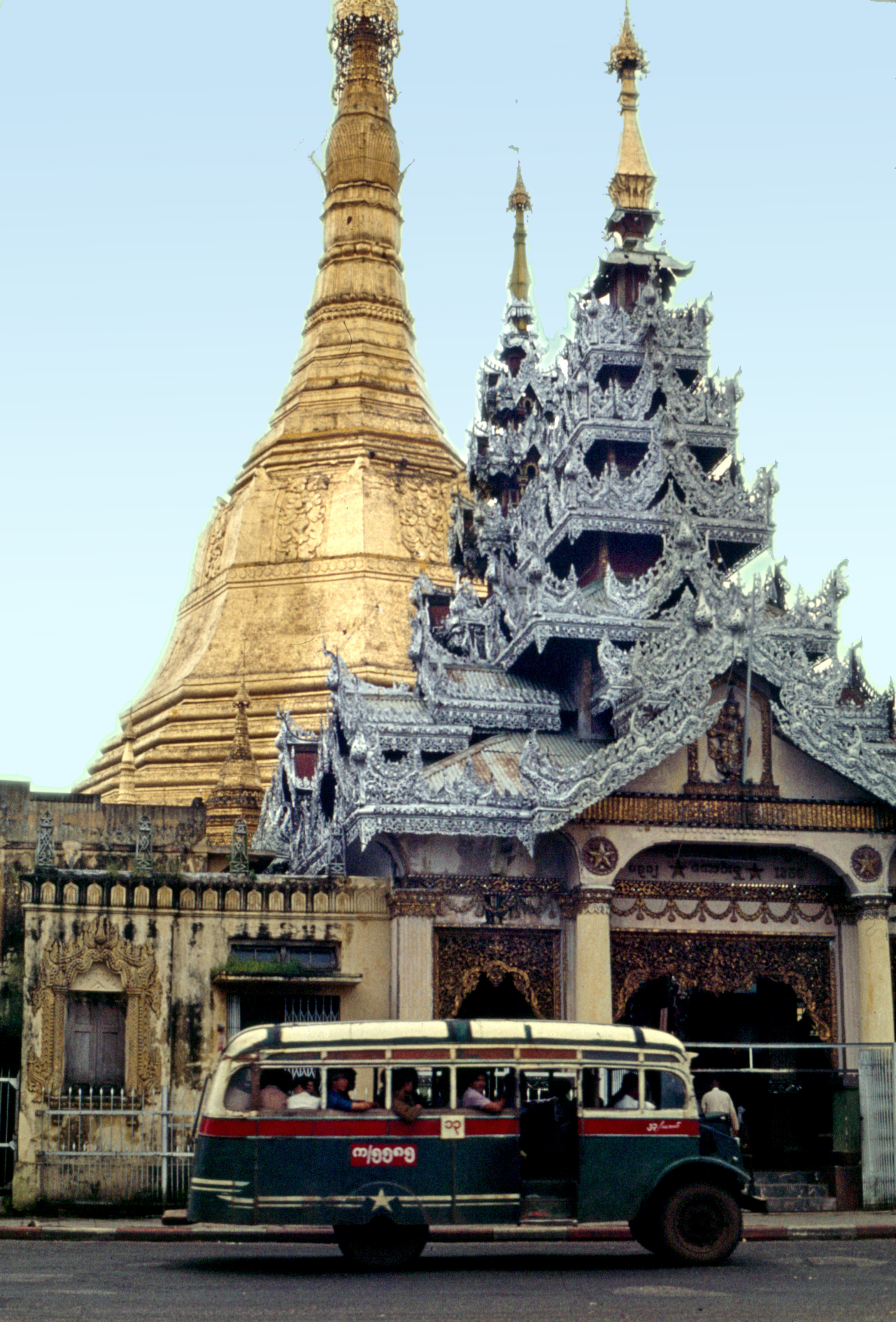
La pagoda vista dall'esterno

La pagoda Sule potrebbe essere stata eretta nel I millennio, come la pagoda Botataung, tuttavia non vi sono prove certe al riguardo. La sua storia risultò a essere più chiara solo nel XIX secolo, quando si trovava poco più a nord della palizzata che delimitava la Yangon dell'epoca. Prima degli anni cinquanta dell'Ottocento la pagoda Sule era nota solo per un cimelio di capelli proveniente dallo Sri Lanka menzionato in un manoscritto su foglie di palma databile al primo quarto del XIX secolo. In questo documento la pagoda è menzionata con il nome di Kyaik Dei Thut, che sembra essere collegato a un leggendario re di nome Bawgathena che governò nella vicina Thanlyin e che si diceva avesse distribuito reliquie di capelli a numerose pagode di Yangon, compresa quella Sule. Un altro termine mon con cui era nota la pagoda è Kyaik Athok, in quanto pare che la sua costruzione fosse stata ordinata da un certo Athok, un ministro di Bawgathena.
La pagoda, già alta 43 m, venne ulteriormente ampliata dalla regina Shin Sawbu nel XV secolo. Nel 1816 la pagoda fu oggetto di rifacimenti. Lo stupa fu dorato, fu posta una nuova guglia e venne realizzata una grande campana, andata in seguito perduta. Le condizioni dell'edifico restarono ottime durante la prima guerra anglo-birmana (1823-1826) e fino al 1840. Dopo la seconda guerra anglo-birmana (1852-1853) la pagoda Sule divenne il centro della nuova Yangon e guadagnò popolarità, venendo definitivamente associata alle leggende legate alla pagoda di Shwedagon. Vennero eseguiti ulteriori lavori nel 1856 e negli anni novanta dell'Ottocento.
Durante la rivolta 8888 del 1988 e la rivoluzione zafferano del 2007 la pagoda fu centro di ritrovo per gli attivisti pro-democrazia. In particolare, nel 2007 fu teatro di una strage in cui la polizia uccise 9 manifestanti.

## Descrizione
Con i suoi 48 m, l'edificio è il più alto di tutta l'area cittadina. La sua pianta ottagonale ne evidenzia l'origine buddista. Lo stupa è circondato da 4 aree di preghiera (tazaung) posizionate su ogni punto cardinale e dedicate ai quattro Buddha Gautama (nord), Kakusandha (est), Konagamana (sud) e Kassapa (ovest). Queste 4 aree sono state costruite nel Novecento e le immagini principali ivi contenute sono di epoca moderna.
La particolarità di questo stupa è che, seppur avendo la base ottagonale secondo lo standard delle pagode birmane, le sue campane proseguono in questa forma anziché seguire il modello circolare degli altri stupa birmani. Le 4 scale conducono alla pagoda da ogni punto cardinale, con 4 santuari posti alla base dello stupa in cima a ogni scalinata, il tutto sormontato da vistosi tetti in pietra.
All'interno della pagoda vi è un'area chiamata Stanza degli uomini santi, che contiene le figure dei maghi (wiekza) Bo Bo Aung, Bo Min Gaung e Yetkan Sintaung Sayadaw, oltre alle divinità femminili Thuraberi e Guanyin. Nell'area di preghiera sul lato ovest vi sono dei pannelli raffiguranti gli Otto grandi miracoli.
La grande statua di Sule Bo Bo Gyi indicante la collina di Singuttara divenne popolare agli inizi del Novecento grazie al giornale locale Thurtya Daily, che pubblicava conversazioni immaginarie tra i vari nat delle pagode di Yangon. Il culto di questo nat crebbe in particolar modo negli anni novanta del Novecento.